# 吉姆·麥高文
吉姆·麥高文（英語：Jim McGovern；1959年11月20日—）是美国的一位政治人物。自2013年開始，他是麻薩諸塞州第2選舉區選出的聯邦眾議員，美国国会及行政当局中国委员会众议院主席。他的黨籍是民主黨。
2024年7月31日，中華人民共和國外交部宣佈，吉姆·麥高文因「頻繁採取干涉中國內政、損害中國主權安全發展利益的言行」為由，對其採取反制措施，包括凍結其在中國境內資產、禁止其本人及家人入境中國等措施，自8月1日起生效。
吉姆·麥高文透過《新聞周刊》就中華人民共和國制裁發表聲明，“如果中華人民共和國領導人不喜歡人們公開反對他們可怕的人權記錄，也許他們應該改善他們可怕的人權記錄。他們可以從結束對藏人的壓迫開始，結束對西藏人的壓迫。與此同時，這些針對我的荒謬制裁只會突顯中華人民共和國領導人如何害怕自由和公開的辯論。他們試圖懲罰那些不同意他們的人並讓他們保持沉默。但全世界都在關注他們的所作所為，關心他們的人也在關注他們的所作所為。我不會對人權保持沉默，我會自豪地將這一制裁作為榮譽徽章。”